# Monotagma contrariosum
Monotagma contrariosum är en strimbladsväxtart som beskrevs av James Francis Macbride. Monotagma contrariosum ingår i släktet Monotagma och familjen strimbladsväxter. Inga underarter finns listade.